# Скайпкаст
Скайпкаст (англ. skypecast, от англ. Skype — программа VoIP и англ. broadcasting — широковещание, иногда используется сокращенное «каст») — вид голосового общения между группой (до 150 человек) пользователей программы Skype. Внешне схож с конференц-звонком, однако, в отличие от последнего, устанавливается через центральный сервер, вследствие чего не предъявляет высоких требований к пропускной способности канала пользователя, инициировавшего разговор.
Скайпкасты были доступны пользователям в промежуток с 3 мая 2006 года по 1 сентября 2008 года, после чего компания Skype прекратила работу этого сервиса, сообщив, что в недалёком будущем выпустит новую версию продукта.

## Организация
Скайпкаст мог быть создан любым абонентом, зарегистрированным в сети Skype. Организатор скайпкаста автоматически становился модератором, и получал право по своему усмотрению включать или выключать микрофоны других участников, а также удалять их. Передача функций модератора невозможна. Участники могли иметь статус «говорящий», «находящийся в ожидании» или «слушающий».
Вести более, чем один скайпкаст одновременно невозможно. Пользователь может начать новый скайпкаст, если его старый скайпкаст завершён — закончилось время на которое он был рассчитан.

## Технические особенности
Скайпкаст (комната) идентифицировалась 17-значным скайп-номером, который начинался с +99 (например, +99001110009698672) и однозначно определял тот или иной скайпкаст. Любой, позвонивший по нему в течение определённого периода времени, продолжительностью от 15 минут до 5 часов, присоединяется к разговору. После окончания периода, заданного организатором при создании скайпкаста, вход в него становится невозможен. Люди, находящиеся в комнате на тот момент, могут оставаться в ней сколько угодно. Уход последнего участника влечет за собой закрытие скайпкаста.
Список активных в данный момент публичных скайпкастов был доступен в клиенте Skype, на закладке «OnAir» (мог быть неполон или иногда заменялся рекламой) или на специальной странице веб-сайта Skype (полная версия). Клиент снабжён системой ротации, обеспечивающей максимально равномерное заполнение скайпкастов участниками.
Трафик всех участников скайпкаста проходил только через сервера Skype. Звук также микшировался на серверах, поэтому в скайпкастах применяются простые кодеки с частотой дискретизации 44100 Гц.
В отличие от конференц-звонка, в скайпкасте нет возможности визуально определить, какой участник в данный момент говорит.

## Аналог Скайпкаст
После закрытия сервиса любители кастов были возмущены, компания Skype обещала выпустить новую версию кастов в ближайшее время, однако этого не произошло.
На сегодняшний день, наиболее похожими на Скайпкаст сервисами, являются программы Camfrog и Paltalk, которые также позволяют создавать групповые публичные чат-комнаты с возможностью видеоконференции.
Также, с сентября 2008 года, функционирует браузерный аналог Скайпкаст- SCast  на странице https://web.archive.org/web/20151217021230/http://skype.org.ru/